# E30

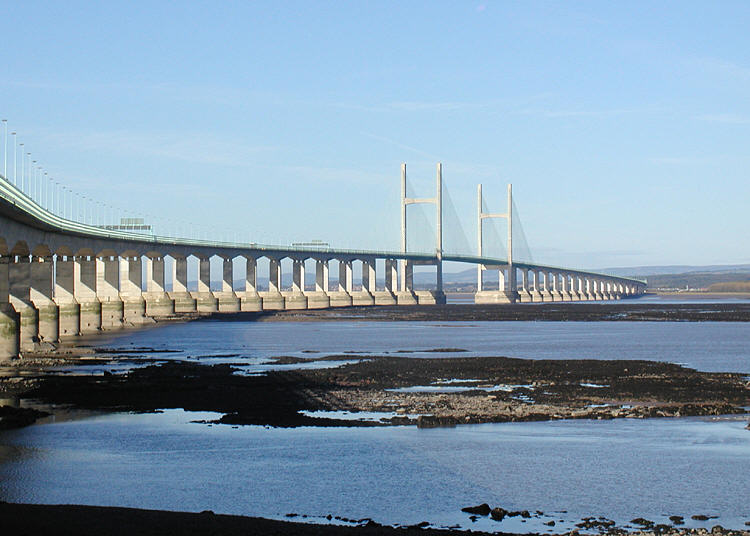
Second Severn Crossing nära Bristol.

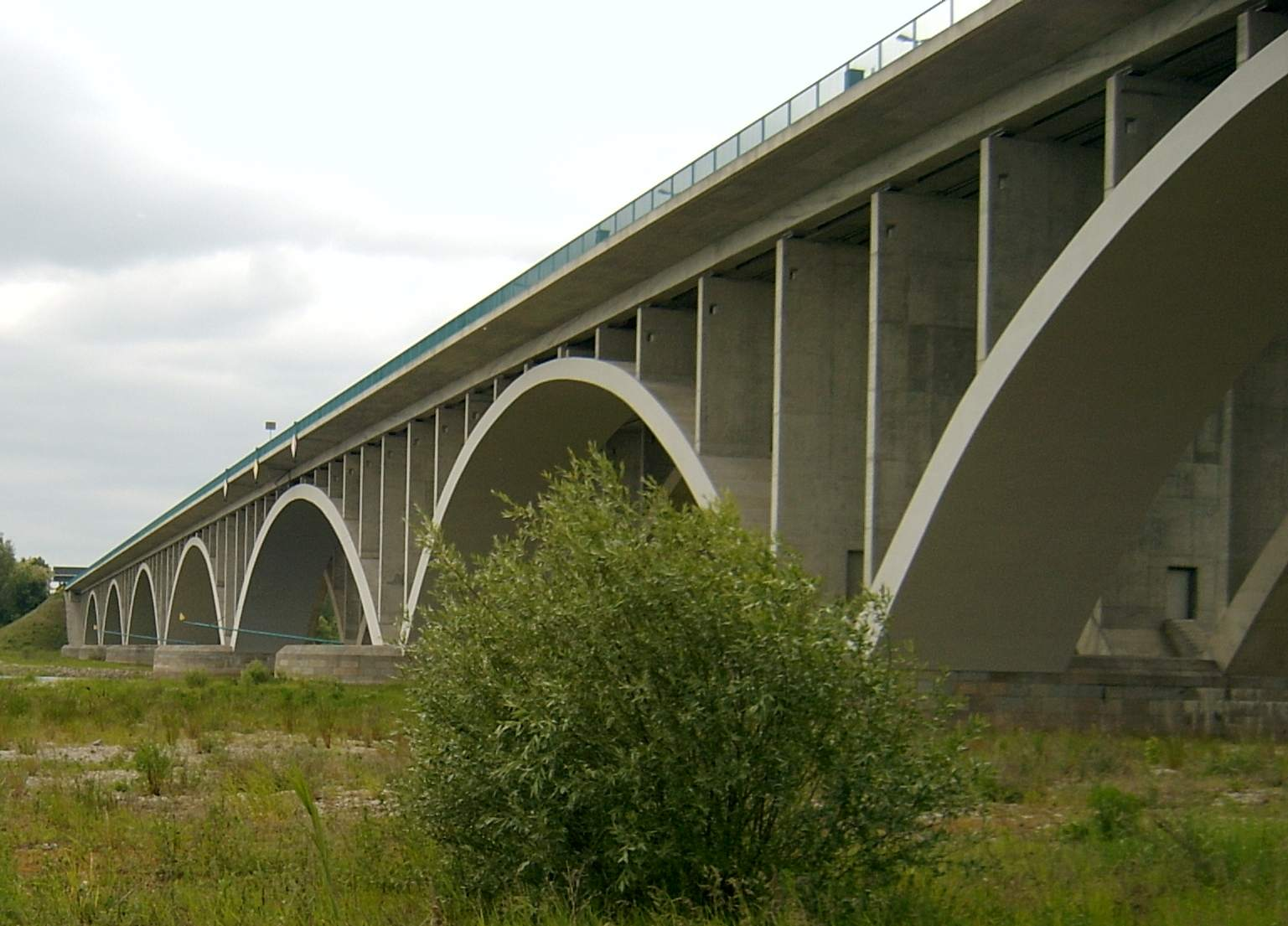
Bron över Oder vid gränsen Tyskland-Polen.

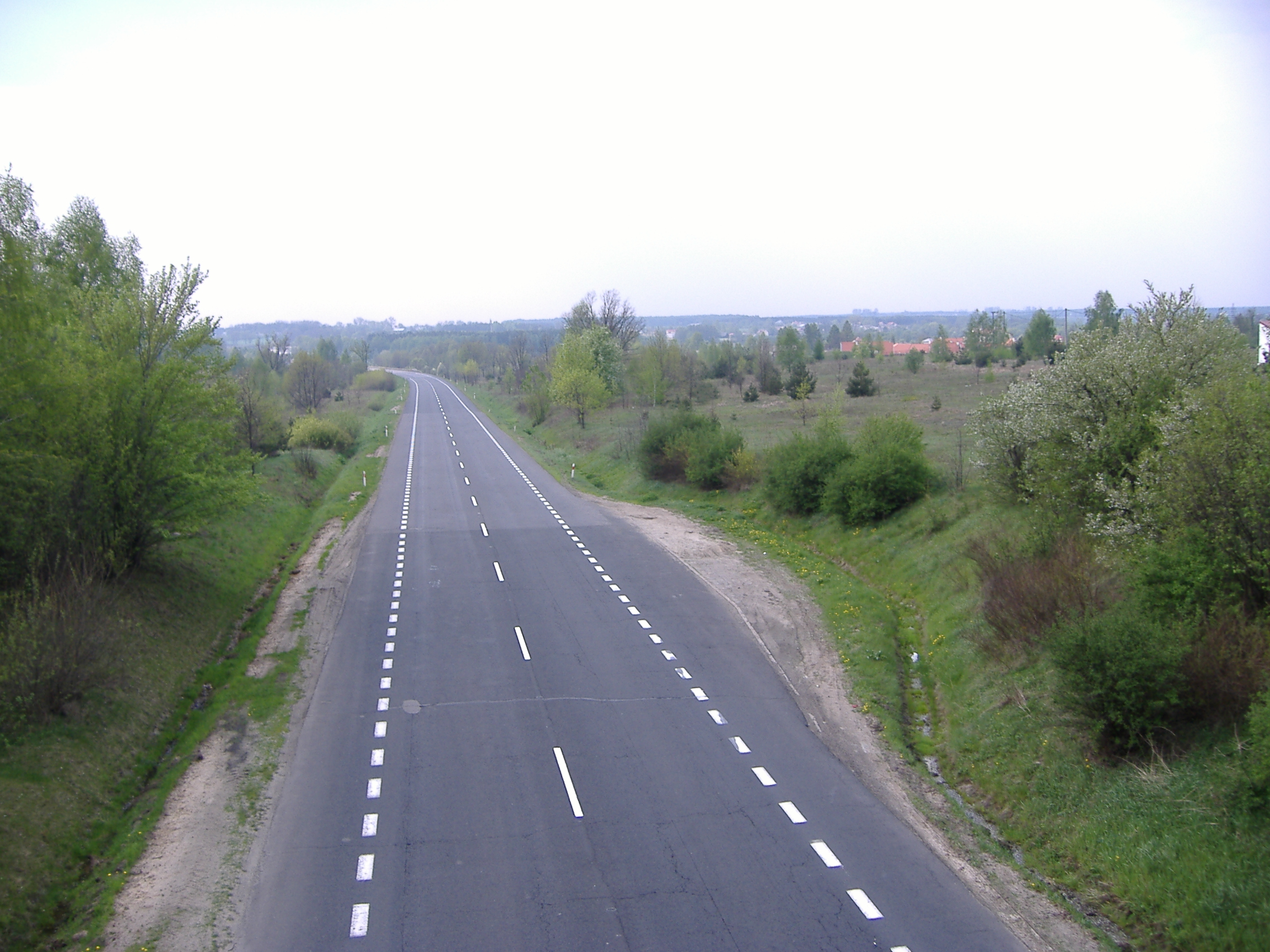
E30 nära Siedlce öster om Warszawa i Polen.

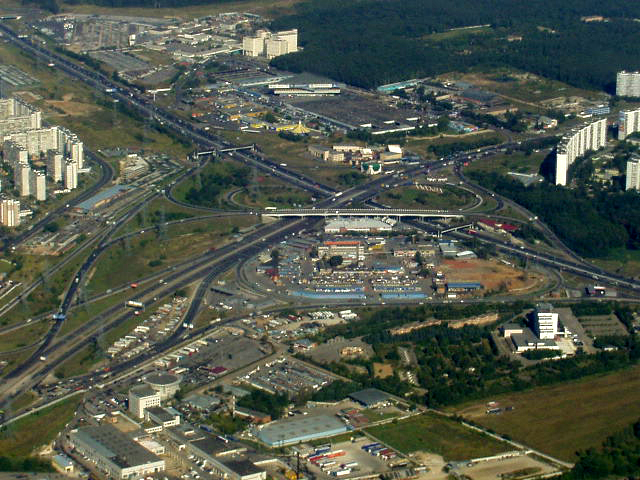
Anslutning mellan E30 och E105 utanför Moskva.

E30 eller Europaväg 30 är en europaväg som börjar i Cork på Irland och går genom Storbritannien, Nederländerna, Tyskland, Polen, Belarus och slutar i Omsk i Sibirien i Ryssland.
Det är en av de allra längsta europavägarna, omkring 6 050 kilometer, varav 2 750 kilometer öster om Moskva. Den är cirka 5 030 kilometer i Europa och 1 020 kilometer i Asien.

## Sträckning
Cork - Waterford - Wexford - Rosslare - (färja Irland-Storbritannien) - Fishguard - Swansea - Newport - Bristol - London - Colchester - Ipswich - Felixstowe - (färja Storbritannien-Nederländerna) - Hoek van Holland - Den Haag - Gouda - Utrecht - Amersfoort - Oldenzaal - (gräns Nederländerna-Tyskland) - Osnabrück - Bad Oeynhausen - Hannover - Braunschweig - Magdeburg - Berlin - (gräns Tyskland-Polen) - Poznań - Warszawa - (gräns Polen-Belarus) - Brest - Minsk - (gräns Belarus-Ryssland) - Smolensk - Moskva - Rjazan - Penza - Samara - Ufa - Tjeljabinsk - Kurgan - Isjim - Omsk.
Vägen är 195 km i Irland, 570 km i Storbritannien, 230 km i Nederländerna, 550 km i Tyskland, 675 km i Polen, 610 km i Belarus och cirka 3 200 km i Ryssland (varav 460 km till Moskva, 1 460 km till Ufa och 1 300 km till Omsk)
.  Sträckan Moskva-Omsk är en del av den Transsibiriska vägen.

## Nationella vägnummer
E30 är blandat motorväg och landsväg. Den är nästan bara motorväg i Nederländerna och Tyskland, och mer blandat i Storbritannien, Polen och Belarus, och i stort sett bara landsväg i Irland och Ryssland.
| Irland - N25 |  | Storbritannien - M4 |  | Nederländerna - A12 - A1 |  | Tyskland - A30 - A2 - A12 |  | Polen - A2 |  | Belarus - M1 |  | Ryssland - M1 - M5 - M51 |

## Broar
Det finns flera långa broar längs E30. Längst är:
- Second Severn Crossing, vid Bristol, Storbritannien, som är 5.128 meter lång (456 m spännvidd).
- Elbebrücke, vid Magdeburg, Tyskland (1.170 m)
- Oderbrücke, vid tysk-polska gränsen, (556 m)
- Bron över Volga vid Toljatti (ca 1000 m)

## Anslutningar
|  | - E201 - E1 - E5 - E13 |  | - E15 - E32 - E24 - E25 |  | - E35 - E231 - E232 - E37 |  | - E34 - E45 - E49 - E51 |  | - E55 - E65 - E261 - E75 |  | - E67 - E77 - E372 - E85 |  | - E28 - E271 - E95 - E105 |  | - E115 - E121 - E123 |  | - E22 - E127 |

## Historik
Namnet E30 tillkom i och med införandet av ett nytt europavägssystem 1985. Sträckan Tjeljabinsk-Omsk tillkom 2000, då man utökade europavägarna in i Asien.
I det äldre europavägssystemet hette sträckan London-Brest E8.